# Bắc Trà My
Điện Bàn is een district in de Vietnamese provincies Quảng Nam. De hoofdplaats van Bắc Trà My is thị trấn Trà My.
De oppervlakte van Bắc Trà My bedraagt 823,05 km². Bắc Trà My heeft ruim 37.500 inwoners.

## Administratieve eenheden
Bắc Trà My bestaat uit een thị trấn en twaalf xã's.
- Thị trấn Trà My
- Xã Trà Bui
- Xã Trà Đốc
- Xã Trà Đông
- Xã Trà Dương
- Xã Trà Giác
- Xã Trà Giang
- Xã Trà Giáp
- Xã Trà Ka
- Xã Trà Kót
- Xã Trà Nú
- Xã Trà Sơn
- Xã Trà Tân